# Nicolás Bravo Dos Anexo Emiliano Zapata
Nicolás Bravo Dos Anexo Emiliano Zapata är en ort i Mexiko.   Den ligger i kommunen Mapastepec och delstaten Chiapas, i den sydöstra delen av landet, 800 km sydost om huvudstaden Mexico City. Nicolás Bravo Dos Anexo Emiliano Zapata ligger 19 meter över havet och antalet invånare är 678.
Terrängen runt Nicolás Bravo Dos Anexo Emiliano Zapata är huvudsakligen platt, men åt nordost är den kuperad. Runt Nicolás Bravo Dos Anexo Emiliano Zapata är det ganska tätbefolkat, med 56 invånare per kvadratkilometer. Närmaste större samhälle är Mapastepec, 12,4 km nordväst om Nicolás Bravo Dos Anexo Emiliano Zapata. Omgivningarna runt Nicolás Bravo Dos Anexo Emiliano Zapata är en mosaik av jordbruksmark och naturlig växtlighet.